# Alberto Mendes Cardoso
Alberto Mendes Cardoso GCA • GCMM • GCIH (São Paulo, 1 de outubro de 1940) é um general-de-exército brasileiro, que foi ministro-chefe do Gabinete de Segurança Institucional da Presidência da República.

## Biografia
Filho de Alberto Assunção Cardoso e de Gleusa Mendes Cardoso. Seu avô, marechal Maurício José Cardoso, foi comandante da 1ª Região Militar em 1943 e chefe do Estado-Maior do Exército entre dezembro de 1943 e dezembro de 1944.
Ingressou na carreira militar em 15 de fevereiro de 1960, na Academia Militar das Agulhas Negras (AMAN), onde graduou-se aspirante-a-oficial de Infantaria em 20 de dezembro de 1962, como segundo colocado de sua turma.
Foi promovido a segundo tenente em 25 de agosto de 1963, a primeiro tenente em 25 de agosto de 1965 e a capitão em 25 de agosto de 1968. De junho a setembro de 1966, serviu como oficial de ligação da Brigada Latino-Americana junto às forças norte-americanas na República Dominicana.
Em 1972, cursou a Escola de Aperfeiçoamento de Oficiais, sendo novamente o segundo colocado de sua turma de Infantaria. Ascendeu ao posto de major em 30 de abril de 1977 e nesse mesmo ano iniciou curso na Escola de Comando e Estado-Maior do Exército, onde também foi o segundo colocado de sua turma.
Em 1979, exerceu as funções de adjunto da 2ª Seção da 6ª Região Militar, em Salvador. Nos anos de 1980 e 1981, foi instrutor-chefe do Curso de Infantaria da AMAN.
Em 1982, frequentou o curso de comando e Estado-Maior no Uruguai, sendo promovido a tenente-coronel em 31 de agosto desse ano.
Posteriormente, foi promovido a coronel em 31 de agosto de 1986. Entre 7 de fevereiro de 1987 e 31 de janeiro de 1989, comandou o 11º Batalhão de Infantaria de Montanha, em São João del-Rei.
Em 1989 e 1990, foi comandante do Corpo de Cadetes da AMAN. Em 1991, serviu no  Gabinete do Comandante do Exército, em Brasília. Em seguida, foi designado subchefe do Exército da Casa Militar da Presidência da República.
Promovido a general de brigada em 31 de março de 1994, foi comandante da 2ª Brigada de Infantaria Motorizada, em Niterói, entre abril e dezembro desse ano.
Em seguida, foi ministro-chefe do Gabinete de Segurança Institucional da Presidência da República durante os dois mandatos do Presidente Fernando Henrique Cardoso, sendo promovido a general de divisão em 31 de março de 1998 e a general de exército em 31 de março de 2002.
A 4 de outubro de 1995 foi agraciado com a Grã-Cruz da Ordem Militar de Avis e a 16 de dezembro de 1997 foi agraciado com a Grã-Cruz da Ordem do Infante D. Henrique de Portugal. Admitido à Ordem do Mérito Militar no grau de Cavaleiro ordinário, foi promovido ao grau de Oficial em 1991, a Comendador em 1994, a Grande-Oficial em 1995 e a Grã-Cruz em 2002.
Em janeiro de 2003, foi nomeado secretário de Ciência e Tecnologia do Exército, órgão setorial posteriormente denominado Departamento de Ciência e Tecnologia, do qual assumiu a chefia em 2005. Passou para a reserva em 31 de março de 2006 e presidiu a Representação Interamericana no Fórum Lusófono para a Governança dos Recursos Energéticos e o Centro de Estudos de Políticas e Estratégias Nacionais.
Publicou os seguintes livros: O pequeno escalão nas operações contra guerrilha, Os treze momentos — análise da obra de Sun Tzu (1987) e Os treze momentos da arte da guerra (2005).
Vive atualmente em Brasília.